# 第七合组军团
第七合组军团（英語：Legio VII Gemina）古罗马军队建制名称。由四帝之年时期的加爾巴于公元69年建立，该军团曾参加罗马帝国对日耳曼尼亚的相关战争并发挥作用，至公元4世纪末仍于历史著述中得到反映，具有重要地影响与积极意义。

75年至4世纪第七合组军团在西班牙驻地的历史地图
“Castra Legionis”驻军总部即为现在的莱昂